# Listrognathus acuminatus
Listrognathus acuminatus är en stekelart som beskrevs av Gupta och Kamath 1967. Listrognathus acuminatus ingår i släktet Listrognathus och familjen brokparasitsteklar. Utöver nominatformen finns också underarten L. a. burmensis.